# Berzeviczy Edmund
Berzeviczy Edmund (1836. június – Berzevice, 1902. május 11.) Sáros vármegye főjegyzője, családtörténeti és heraldikai író.

## Család származása
A Berzeviczyek a régi Magyarország felvidékének egyik ősi családja. A család a XIII. század óta megtartotta ősei által szerzett és alapított birtokot.

## Életrajza
Gimnáziumi tanulmányait Kisszebenben, Eperjesen és Lőcsén végezte. 1854-1858 között a budapesti egyetemen jogot tanult. Jogi tárgyakon kívül még hallgatott filozófiát, történelmet. Kitüntetéssel szerezte meg a jogi szakvizsgát. Később még bírói és ügyvédi vizsgát is letette.
1864-ben Sáros vármegye első aljegyzője lett, a következő év októberében pedig megyei főjegyző lett. Gyors karrierje eredményeként már két év múlva, mint helyettes alispán dolgozott. De ez hamar megszakadt, mivel pályázata a minisztériumi titkárságért sikertelen volt. Hasonlóan járt a Királyi Ítélőtábla titkári állásának pályázatával. E sikertelenségek után megvált főjegyzői állásától. A vármegye palocsai uradalmában a majorsági zsellérek zendülését kellett megfékeznie 1871-ben. Megfelelő körültekintéssel, de nagy eréllyel járt el, amely után a megyei közgyűlés köszönetet mondott neki.
1873-as kolerajárvány idején alispánként végzett tevékenységét a király is méltatta és császári és királyi kamarássá nevezték ki. 1874-ben a megyei tisztikar ellen bizalmatlanság címén támadás indult, nagy többséggel bizalmat szavaztak nekik, de ö 1875 decemberében lemondott alispáni állásáról. Visszavonult csak a családjának és a tudománynak élt.
Első neje Szinyei Merse Anna volt, aki 1877-ben meghalt. 18-ban másodszor nősült, második felesége Sztáray Márta grófnő volt. Egyik házasságból sem született gyermek.

## Irodalmi munkássága
- Mignet M. :Stuart Mária (magyarra fordítás Budapest 1863)
- Tarkő és a Tarczyak. Vasárnapi Ujság 1864
- Berzeviczei Pohárnok István életrajza.  Századok (folyóirat) 1881.
- A csatári és szedikerti Hoffmanok. Századok 1892
- A Tarkőiek hatalmi törekvései Sárosban a XIV., XV. és XVI-ik század folyamán. 1894.
- Berzeviczy Márton erdélyi kancellár.  Budapest Athenaeum Ny. 1899
- Beatrix királynő. Magyar Történelmi Életrajzok Budapest 1908.

Továbbá írt a báró Bruden családról és a magyarországi Sárkány Lovagrendről.
A Magyar Történelmi Társulatnak 1868-tól haláláig tagja volt.

## Díjai, elismerései
Halála után a Magyar Történelmi Társulat 1903. áprilisi külön ülésén méltatták személyét.